# يان ساس (لاعب كرة قدم)
يان ميديروس ساس (بالبرتغالية: Yan Medeiros Sasse‏) (24 يونيو 1997 ببورتو أليغري في البرازيل - ) هو لاعب كرة قدم برازيلي في مركز الوسط.
في 4 أغسطس 2023، أعلن الترجي الرياضي التونسي عن انتهاء إجراءات التعاقد مع يان ساس في صفقة انتقال حر. و قد اجتاز اللاعب البرازيلي الجديد الاختبارات الطبية بنجاح قبل أن يمضي عقدا بثلاث سنوات لفائدة الفريق.

## فِرق اللاعب
- الترجي الرياضي التونسي (04/8/2023 - جاري)
- ويلينغتون فينيكس الإحتياطي (26/11/2022 - 31/12/2022)
- ويلينغتون فينيكس (12/08/2022 - 30/06/2023)
- نادي أمريكا (30/03/2021 - 12/08/2022)
- كوريتيبا (01/08/2020 - 29/03/2021)
- تشايكور ريزه سبور (25/08/2019 - 31/07/2020)
- فاسكو دا جاما (04/01/2019 - 25/08/2019)
- كوريتيبا (01/2016 - 04/01/2019)

## روابط خارجية
- يان ساس على موقع سامبافوت
- يان ساسي على موقع اتحاد تركيا (لاعب) (الإنجليزية)
- يان ساسي على موقع قاعدة بيانات كرة القدم.إي يو (الإنجليزية)
- يان ساسي على موقع Soccerway.com (الإنجليزية)
- يان ساسي على موقع عالم كرة القدم.نت (الإنجليزية)